# Covalent netwerk
Een covalent netwerk of atoomrooster is een stof waarin de atomen zijn verbonden door covalente bindingen in een continu netwerk. Een covalent netwerk heeft geen aparte moleculen en een kristal van een dergelijke stof kan beschouwd worden als één groot molecuul. De formule van een covalent netwerk is een verhoudingsformule.

## Voorbeelden
- diamant met een continu driedimensionaal netwerk van koolstofatomen.
- siliciumdioxide of kwarts met een continu driedimensionaal netwerk van SiO2 eenheden.
- grafiet, een allotroop van koolstof. Grafiet bestaat uit continue tweedimensionale lagen waarvan de koolstofatomen binnen de lagen covalent gebonden zijn terwijl andere soorten bindingen de lagen bij elkaar houden.
- mica, een groep gelaagde silicaatmineralen.
- siliciumcarbide of carborundum, SiC.
- wolfraamcarbide of widia, WC.

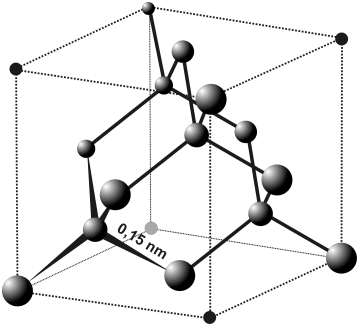
Diamantrooster
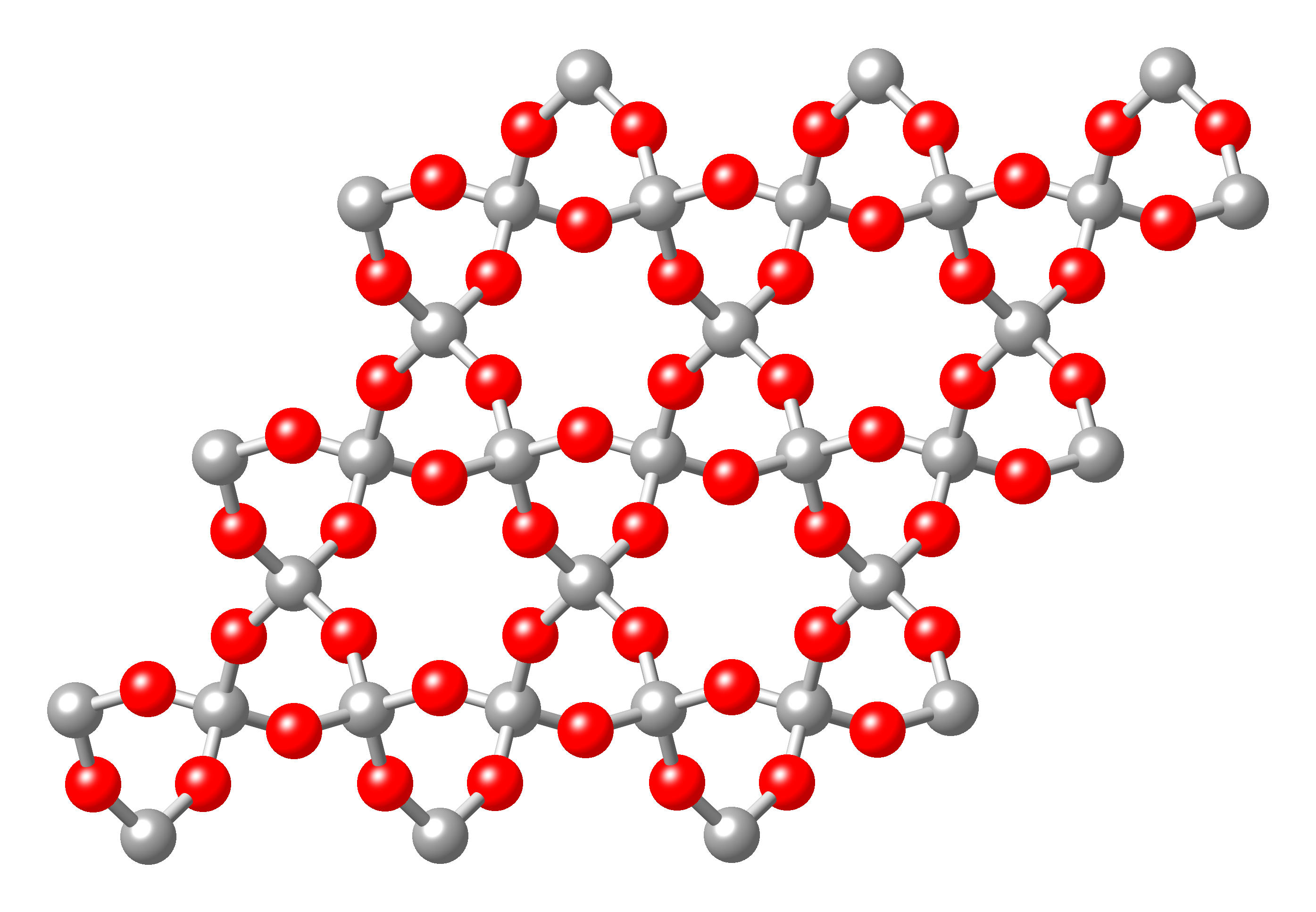
Schematische weergave van de structuur van kwarts. Rood is zuurstof en grijs is silicium
ball-and-stick model van grafiet (2 grafeenlagen)
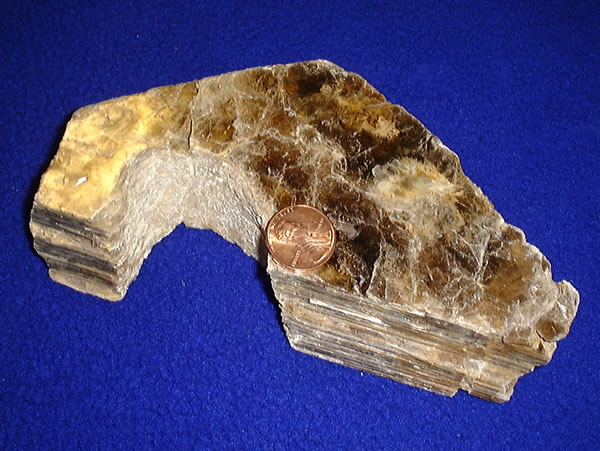
Mica in lagen
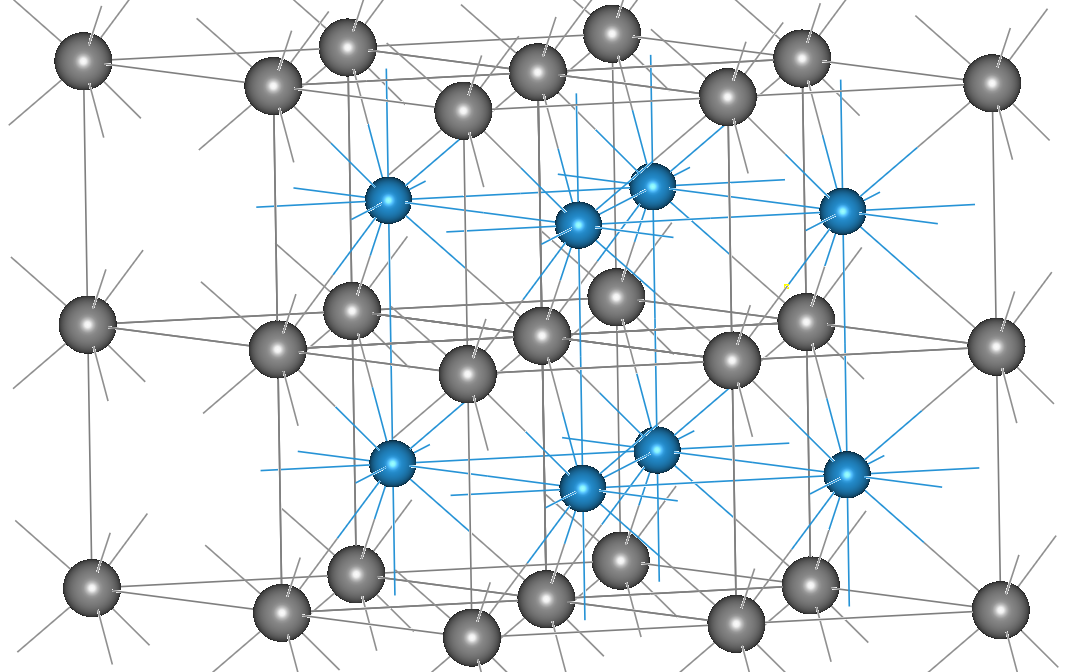
Widia, α-WC structuur, koolstofatomen zijn grijs.

## Eigenschappen
- Elektrisch geleidingsvermogen: In het algemeen slecht omdat de meeste covalente netwerken geen vrij beweeglijke elektronen hebben. Ook in gesmolten toestand zijn er geen vrij beweeglijke geladen deeltjes en is het elektrisch geleidingsvermogen slecht. Uitzondering op deze regel is grafiet.
- Smeltpunt: Hoog omdat veel energie nodig is voor het verbreken van covalente bindingen.
- Hardheid: Hard, ook als gevolg van de sterke covalente bindingen in het kristalrooster (de lagen van grafiet kunnen echter gemakkelijk over elkaar schuiven, waardoor de stof vervormbaar is).
- Oplosbaarheid: In het algemeen onoplosbaar in elk oplosmiddel.